# Rot-Weiß-Rot
Die Farbfolge Rot-Weiß-Rot, heraldisch rot-silber-rot, sind die  Nationalfarben von Österreich, Lettland, Libanon und Peru. Im Deutschen steht Rot-Weiß-Rot primär als Synonym für die Nationalfarben Österreichs. Die zugrundeliegende Symbolik ist Rot für Blut und Weiß für Unbeflecktheit, bei Peru ein moderneres Konzept von Liebe und Freiheit. Die Farben finden sich auch bei Löwen, Valls, Freistadt und anderen Städten, das österreichische Wappen hat zahllose Abkömmlinge hervorgebracht.
Kein ‚Rot-Weiß-Rot‘ findet sich in der Nationalsymbolik des Libanon und Kanadas, deren Flaggen die Farben in dieser Folge enthalten.

## Übersicht

Flagge Österreichs: Österreichs Nationalflagge zeigt drei gleich breite Streifen (1:1:1) – korrekt „die silberne (weiße) Binde auf rotem Grund“.[1] Die Dienstflagge zeigt den Bundesadler (in dessen Herzschild wieder die Farben).
Flagge Lettlands: Lettlands Flagge ist nicht in heraldischem (hoch)rot, sondern ausdrücklich in lettischrot[2] (einem karminrot) gehalten, und der Balken nur halb so breit (2:1:2), also keine Trikolore im Sinne des Begriffs.
Flagge Perus (bandera nacional):[3] Die Hissflagge ist rein rot-weiß-rot gespalten (1:1:1), die Staatsflagge zeigt das Wappen Perus

Die verschiedenen Flaggen unterscheiden sich auch im Format (Verhältnis von Breite zu Länge), das bei der österreichischen Flagge, der des Libanon und Perus 2:3 beträgt, bei der lettischen und der kanadischen jedoch 1:2.

### Österreich
Die Farben der Flagge Österreichs und des Brustschildes des Österreichischen Adlers wird nach heutigem Stand der Wissenschaft von der Lehensfahne des Geschlechts Eppensteiner hergeleitet. Ein seit dem 13. Jahrhundert (früheste schriftliche Quelle in einer Urkunde um 1260) bestehender Mythos deutet die Farben als blutgetränkten Mantel: Der Babenbergische Bindenschild sei der ursprünglich weiße, nach der Belagerung von Akkon (1189–1191) blutrote Waffenrock des Kreuzfahrers Leopold V. (1157–1194), mit einem weiß verbliebenen Streifen, wo der Schwertgürtel saß.

Bindenschild um 1290, mit schmalem Balken

Sie ist heute nach Art der Trikolore gestaltet, aufgrund einer vexillologisch/heraldischen Standardisierung – die Stammformen zeigten einen schmalen weißen Streifen, die Binde auf dem roten Grund, ähnlich der lettischen Flagge.
Die österreichische Flagge gilt seit 1918 als Nationalflagge, Zeichen für Österreich ist sie seit der Babenbergerzeit (12./13. Jahrhundert). Sie wurde von den Habsburgern für das Herzogtum Österreich übernommen und gehört damit, ebenso wie die lettische, zu den ältesten heute noch gebräuchlichen Flaggen der Welt.

### Lettland
Der Bildungsmythos der lettischen Flagge ist ähnlich dem der österreichischen:

Die lettische Flagge symbolisiert ein Tuch mit dem getrockneten Blut der Kämpfer um die lettische Unabhängigkeit, das den Abdruck eines Wäschestricks zeige. Diese Symbolik wird bereits in der Livländischen Reimchronik aus dem Jahr 1279 erwähnt. Die lettische Nationalflagge wurde nach der Unabhängigkeit 1921, und wieder 1990 eingeführt.

### Peru
Die Flagge von Peru war 1822 ursprünglich auch geteilt („quergestreift“), mit einer roten, goldbestrahlten Sonne als Emblem, wurde aber 1825 gespalten („vertikalgestreift“) eingeführt, damals vermutlich, um sich von der rot-gelb-roten Flagge Spaniens abzugrenzen.
Dem Rot-weiß-rot Perus liegt nicht die Blutsymbolik zugrunde, sondern sie leitet sich in der Form und wohl auch in den Farben aus der revolutionären Flagge Frankreichs ab, mit Weiß für die Freiheit und Rot für die Liebe.

## Andere rot-weiß-rote Symbolik
| Salzburg | Salzburg (im Wappen links am Spalt) – mutmaßlich anderer Herkunft, das Bistum war nie habsburgisch; Landesfarben rot-weiß |
| Leuven   | Leuven (Belgien) – Wappenlegende geht in die 880er Jahre zurück und ähnelt der babenbergisch-österreichischen             |

Habsburgischer Abkunft ist das rot-weiß-rote Wappen von Freistadt (Oberösterreich), und vielleicht auch Valls in Katalonien und der Grafen Gallas, wohl aber Leuwenisch Vianden (heute Luxemburg, ab 1288) und die Flaggen von den  ehemaligen Großherzogtum Toskana, Herzogtum Modena und Elba basieren auch auf der Habsburgischer Abkunft.

## Andere Flaggen mit Weiß in Rot
Daneben gibt es weitere Länder, die für ihre Nationalflaggen dieselbe Farbfolge gewählt haben. Die nationalen Symbole dieser beiden Länder sind aber nicht die Farben, sondern die Zeder und das Ahornblatt.
| Flagge des Libanon | Die Flagge des Libanon zeigt – neben der obligaten Libanonzeder (Cedrus libani) als Bild – einen doppelt so breiten Balken (1:2:1) wie die österreichische. In der libanesischen Flagge symbolisiert – in ähnlicher Symbolik teils wie Peru, teils wie Österreich und Lettland – das weiße Feld den Schnee des Libanongebirges, rot das blutgetränkte Siedlungsland im Freiheitskampf während der Osmanenzeit und der französischen Besatzung von 1921 bis 1943, außerdem die beiden Stämme der Jemeniten bzw. Kayssiten. Als Trikolore leitet sie sich auch aus der Flagge Frankreichs ab, die Farben der Flagge sind aber nach der Verfassung des Libanon Rot, Weiß und Grün, sie stellen so einen gewissen Bezug zu den Panarabischen Farben her. |
| Flagge Kanadas     | Die Flagge Kanadas ist beschrieben als „rotes Ahornblatt auf silbernem kanadischem Pfahl in einer dreistreifigen Flagge“ – das Blatt, das Maple leaf, ist eines des Kanadischen Ahorns (Zuckerahorn, Acer saccharum); der Pfahl ist ein quadratisches zentrales Feld. Auch sie ist keine Trikolore, sondern folgt dem Schema 1:2:1. Der kanadische Pfahl (Canadian pale) ist ein heraldisches Feld ohne Symbolik, er ist die Umrahmung des Ahornblatts, und ihm sind auch ausdrücklich die roten Randfelder aufgelegt, so dass nicht von einer „rot-weiß-roten Flagge“ gesprochen werden kann. Eine frühe Farbdeutung ist Weiß für den arktischen Schnee und Rot für die beiden Ozeane (Atlantik, Pazifik). Im kanadischen Volksbewusstsein spielt „rot-weiß-rot“ keine Rolle, man spricht von „red and white“, wenn man die Flagge meint, meist aber schlicht dem „Maple leaf“. Das Ahornblatt ist auch Symbol für New York, Vermont, West-Virginia und Wisconsin. |